# Marcelo dos Santos Ferreira
Marcelo dos Santos Ferreira (San Paolo, 27 luglio 1989) è un calciatore brasiliano, difensore del Moreirense.

## Carriera
Cresce tra le file del Vasco da Gama, dopo un anno al Rio Preto viene acquistato dal Ribeirão, club di Segunda Liga.
Nel 2011 firma con il Rio Ave e viene subito girato in prestito al Leixões. Nella stagione successiva, la prima in Primeira Liga, viene premiato come giocatore dell'anno per il suo club.